# Saxtorpsskogen
Saxtorpsskogen – miejscowość (tätort) w Szwecji, w regionie administracyjnym (län) Skania, w gminie Landskrona.
Według danych Szwedzkiego Urzędu Statystycznego liczba ludności wyniosła: 1174 (31 grudnia 2015), 1211 (31 grudnia 2018) i 1241 (31 grudnia 2019).